# Кубок Азії з футболу 1972
Кубок Азії 1972 — футбольний турнір серед азійських збірних. П'ятий за ліком Кубок Азії. Фінальний етап проходив у столиці Таїланду Бангкоці з 7 до 19 травня 1972 року. Кубок завоювала команда Ірану вдруге поспіль за свою історію.

## Кваліфікація
- Таїланд кваліфікувався як господар
- Іран кваліфікувався як переможець попереднього кубку.

Окрім них кваліфікувалися:

 Камбоджа
 Кувейт
 Південна Корея
 Ірак

## Стадіон
| Бангкок                     |
| --------------------------- |
| Національний стадіон        |
| Місткість: 26 000           |
| немає доступного зображення |

## Фінальний турнір

### Група А
| Команда | Очки | Матчі | В | Н | П | МЗ | ПМ | РМ |
| ------- | ---- | ----- | - | - | - | -- | -- | -- |
| Іран    | 4    | 2     | 2 | 0 | 0 | 6  | 2  | +4 |
| Таїланд | 1    | 2     | 0 | 1 | 1 | 3  | 4  | −1 |
| Ірак    | 1    | 2     | 0 | 1 | 1 | 1  | 4  | −3 |

| 1972-05-09 |

| Іран                 | 3–0 | Ірак |
| -------------------- | --- | ---- |
| Калані 34', 70', 78' |     |      |

| Національний стадіон, Бангкок Глядачів: 5,000 Арбітр: Сівапалан Казіравале (Малайзія) |

| 1972-05-11 |

| Таїланд | 1–1 | Ірак     |
| ------- | --- | -------- |
|         |     | Амо Юзіф |

| Національний стадіон, Бангкок |

| 1972-05-13 |

| Таїланд              | 2–3 | Іран                  |
| -------------------- | --- | --------------------- |
| Пріча 69' Прайон 70' |     | Джабарі 80', 86', 88' |

| Національний стадіон, Бангкок Глядачів: 25,000 Арбітр: Матолзі (Малайзія) |

### Група Б
| Team           | Очки | Матчі | В | Н | П | МЗ | ПМ | РМ |
| -------------- | ---- | ----- | - | - | - | -- | -- | -- |
| Південна Корея | 2    | 2     | 1 | 0 | 1 | 5  | 3  | +2 |
| Камбоджа       | 2    | 2     | 1 | 0 | 1 | 5  | 4  | +1 |
| Кувейт         | 2    | 2     | 1 | 0 | 1 | 2  | 5  | −3 |

| 1972-05-10 |

| Південна Корея                                 | 4–1 | Камбоджа |
| ---------------------------------------------- | --- | -------- |
| Парк Су Деок Лі Хоі Тає Ча Бум Кум Парк Ее Чон |     | Сухом    |

| Національний стадіон, Бангкок |

| 1972-05-12 |

| Південна Корея | 1–2 | Кувейт          |
| -------------- | --- | --------------- |
| Парк Ее Чон    |     | Султан Дурайхам |

| Національний стадіон, Бангкок |

| 1972-05-14 |

| Камбоджа | 4–0 | Кувейт |
| -------- | --- | ------ |
|          |     |        |

| Національний стадіон, Бангкок |

### Півфінали
| 1972-05-16 |

| Іран                      | 2–1 | Камбоджа  |
| ------------------------- | --- | --------- |
| Іранпак 13' Гелічхані 47' |     | Селім 18' |

| Національний стадіон, Бангкок Глядачів: 2,000 Арбітр: Матолозі (Малайзія) |

| 1972-05-17 |

| Південна Корея | 1–1 (д.ч.) | Таїланд        |
| -------------- | ---------- | -------------- |
| Парк Ее Чон    |            | Тантріянод 97' |

| Національний стадіон, Бангкок |

|  |     | Пенальті |
|  | 2–1 |          |

## Матч за 3-є місце
| 1972-05-19 |

| Камбоджа | 2–2 (д.ч.) | Таїланд |
| -------- | ---------- | ------- |
|          |            |         |

| Національний стадіон, Бангкок |

|  |     | Пенальті |
|  | 3–5 |          |

## Фінал
| 1972-05-19 |

| Іран                    | 2–1 (д.ч.) | Південна Корея  |
| ----------------------- | ---------- | --------------- |
| Джабарі 48' Калані 108' |            | Парк Ее Чон 65' |

| Національний стадіон, Бангкок Глядачів: 15,000 Арбітр: Сівапалан Казіравале (Малайзія) |

## Переможець
| Переможець Кубку Азії 1968 |
| -------------------------- |
| · Іран · Другий титул      |